# Dasophrys croetzeei
Dasophrys croetzeei là một loài ruồi trong họ Asilidae. Dasophrys croetzeei được Londt miêu tả năm 1985. Loài này phân bố ở vùng nhiệt đới châu Phi.